# Vereniging Nederland-DDR
De Vereniging Nederland-DDR was een in 1974 opgerichte vriendschapsvereniging. De Vereniging Nederland-DDR was een voortzetting van de in 1969 in Nederland opgerichte Breed comité voor de Erkenning van de DDR.
Mevrouw Romi Kliemchen was een officiële vertegenwoordigster van de "Liga für Völkerfreundschaft" van de DDR die verantwoordelijk was voor propaganda en de begeleiding van delegaties en toeristische reizen vanuit Nederland naar de DDR en het onderhouden van contacten met de vereniging. Haar opdracht was het om een positief beeld van de DDR over te brengen, door bezoekers in de DDR vooral de “mooie kanten” van het land te laten zien. De ondersteunster van het verenigingsbestuur Nederland-DDR was Renate Zimmermann van de Liga für Völkerfreundschaft.
Het secretariaat was aanvankelijk in Amsterdam in het Roothaanhuis aan de Rozengracht en later aan de Keizersgracht gehuisvest.
Uit onderzoek van Stasi-dossiers is gebleken dat drie informanten door de (Stasi) zijn gerekruteerd binnen de vereniging. De AIVD heeft besloten de namen niet prijs te geven. Frits Hoekstra (2004) schrijft dat de AIVD, toen nog BVD, al bij de oprichtingsstatuten betrokken was.
Het archief van de Vereniging Nederland-DDR is ondergebracht bij het Internationaal Instituut voor Sociale Geschiedenis (IISG) in Amsterdam. Adres archiefvereniging: Cruquiusweg 31, 1019 AT Amsterdam, Nederland.

## Doelstelling
Het voornaamste doel was: het verzamelen en beschikbaar stellen van informatie over de Duitse Democratische Republiek, de DDR (ook wel Oost-Duitsland). Men organiseerde onder andere uitwisselingsprogramma's tussen DDR-burgers en Nederlanders. De Vereniging Nederland-DDR hield veel lezingen over bepaalde zaken in de DDR (niet alleen politieke, maar ook over culturele zaken).

## Relatie met de DDR
Kort na de oprichting van de Vereniging Nederland-DDR bracht een delegatie van de (PvdA) een bezoek aan de communistische partij Sozialistische Einheitspartei Deutschlands (SED). Van deze delegatie onder Ien van den Heuvel maakten ook Jan Nagel en het bestuurslid van de vereniging, Frans Uijen deel uit. Jan Nagel verdedigde bij terugkeer de bouw van de Muur als een historische noodzaak, uitspraken waar o.a. Joop den Uyl en Ed van Thijn absoluut niet blij mee waren.
De vereniging was niet erg kritisch over de DDR. Bij de uitzetting uit de DDR van Wolf Biermann en Rudolf Bahro kwamen veel opzeggingen binnen bij de vereniging, omdat het bestuur zich van een stellingname onthield. Pas bij de steun van Egon Krenz aan het neerslaan van de studentenopstand in Peking in 1989 werd enige afstand genomen van de DDR.
In 1986 opende de Amsterdamse burgemeester Ed van Thijn in de Beurs van Berlage een tentoonstelling over de DDR. Deze tentoonstelling werd georganiseerd door Romi Kliemchen en Guus Gonggrijp (redacteur van het tijdschrift DDR-Revue, gevestigd in Dresden) in samenwerking met de vereniging.
De vereniging  had geen equivalent in de DDR. Hierdoor was de uitwisseling nogal eenzijdig: de vereniging verspreidde als onderdeel van het lidmaatschap de Oostduitse uitgave 'DDR-Revue', maar in de DDR werd geen informatie over Nederland verspreid. Financieel was de vereniging ook in belangrijke mate afhankelijk van inkomsten uit de DDR: de advertentie-inkomsten van DDR-bedrijven bedroegen ongeveer de helft van het budget van de vereniging.
Drie dagen na het einde van de DDR, op 6 oktober 1990 werd de vereniging opgeheven.

## Geheime DDR-financiering van de Vereniging Nederland-DDR
Het Nederlandse Reisbureau Kontakt, dat als enige reizen naar de DDR aanbood, fungeerde als een dekmantel voor geheime financiering vanuit de Oost-Duitse overheid aan de Vereniging Nederland-DDR. Deze constructie onthult dat de vermeende "onafhankelijkheid" van de vereniging in feite een façade was; de DDR gebruikte deze kanalen om haar invloed en imago in Nederland te bevorderen.
De cruciale rollen hierin werden gespeeld door Frans Uijen en Frits Neijts. Uijen, directeur van Reisbureau Kontakt en tevens bestuurslid van de Vereniging Nederland-DDR, bevestigde dat zij provisie ontvingen op verkochte reizen. Secretaris Neijts onthulde in de VPRO-uitzending van "Andere Tijden" (11 oktober 2007), dat hij jaarlijks in Berlijn aanzienlijke contante bedragen ontving, variërend van 20.000 tot 50.000 gulden. Deze gelden werden in de boekhouding verdoezeld als "giften" en waren enkel bekend bij de boekhouder en de DDR-ambassade, wat de opzettelijke misleiding van de verenigingsfinanciering aantoont.
De vereniging werd gefinancierd mede door advertentie inkomsten in hun verenigingsblad door reisbureau Kontakt, en verder van de bedrijven Orwo, Imog en Interflug (DDR vliegmaatschappij). Na de opening van de Stasi dossiers (geheime dienst van de DDR) is naar voren gekomen dat Orwo (ORiginal WOlfen, filmmateriaal) en Imog (handels- en expeditiebedrijf) geheime opererende DDR bedrijven waren die ook middels hun Nederlandse vestiging Westerse deviezen voor de DDR genereerden onder leiding van KOKO (Kommerzielle Koordinierung) uit de DDR.

## Bekende bestuursleden
- Voorzitter: Piet Burggraaf (PvdA)
- Vicevoorzitter: Dick Tommel (D66)
- Bestuurslid: Frans Uijen (PvdA)

## Bekende leden
- Piet Burggraaf (PSP, PvdA)
- Aad Kosto (PvdA)
- Han Lammers (PvdA)
- Arie Lems (PvdA)
- Wim Mateman (CHU, CDA)
- Dick van der Meer (ex-CPN)
- Frits Neijts (ex-PSP)
- Dick Tommel (D66)
- Frans Uijen (PvdA)